# 버밀라

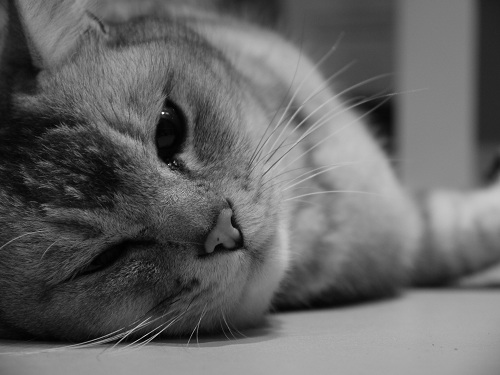
회색 버밀라. 친근감을 드러내는 모습이다.

버밀라(Burmilla)는 1981년 영국에서 기원된 고양이 품종이다. 페르시안 친칠라 고양이와 버마고양이 사이의 잡종이다. 표준은 1984년에 제작되었으며, 1990년대에 영국에서 챔피언 자리를 얻었다.

## 기원
버밀라는 영국에서 태어났다. 페르시아 친칠라인 산퀴스트와 갈색 버마인 파베르게라는 이름의 두 고양이는 서로 다른 방에서 생활하는 고양이였다. 어느 날 밤, 청소부는 문을 열어두었고, 이 두 고양이는 1981년에 태어난 네 마리의 고양이를 낳으며 번식했다. 이로써 새로운 품종이 태어났다.